# Oliver Reck
Oliver Reck (Francoforte sul Meno, 27 febbraio 1965) è un allenatore di calcio ed ex calciatore tedesco, di ruolo portiere, attuale tecnico dei Kickers Offenbach.

## Carriera

### Club
Reck, che ha giocato nei Kickers Offenbach, nel Werder Brema e nello Schalke 04, non ha subito gol in 173 delle 471 partite giocate in Bundesliga. Benché sia Oliver Kahn a detenere il record di partite giocate senza subire gol nella Bundesliga (180 su un totale di 515), Reck ha un rapporto "partite senza subire gol/partite giocate" migliore del connazionale, 0.367 contro 0.349 di Kahn. Ha anche realizzato una rete in Bundesliga, il gol del definitivo 4-0 su rigore contro il St. Pauli il 9 febbraio 2002  diventando il marcatore più anziano della storia dello Schalke in Bundesliga, record battuto nel 2021 da Klaas-Jan Huntelaar.
Dopo essersi ritirato dall'attività agonistica nel 2003, è diventato allenatore dei portieri dell'ultima squadra in cui ha militato, lo Schalke 04.

### Nazionale
Reck ha fatto parte della Nazionale tedesca occidentale che ha vinto la medaglia di bronzo alle Olimpiadi 1988 di Seul. Con la Nazionale maggiore, invece, ha disputato una sola partita, contro il Liechtenstein (9-1) poco prima degli Europei 1996, vinti con la Germania.

## Palmarès

### Giocatore

#### Club

##### Competizioni nazionali
- Campionato tedesco: 2

Werder Brema: 1987-1988, 1992-1993
- Coppa di Germania: 4

Werder Brema: 1990-1991, 1993-1994
Schalke 04: 2000-2001, 2001-2002
- Supercoppa di Germania: 3

Werder Brema: 1988, 1993, 1994

##### Competizioni internazionali
- Coppa delle Coppe: 1

Werder Brema: 1991-1992

#### Nazionale
- Bronzo olimpico: 1

Germania Ovest: Seul 1988
- Campionato d'Europa: 1

Germania: 1996